# Pia Viitanen
Pia-Liisa Viitanen, född 7 april 1967 i Tammerfors, är en finländsk socialdemokratisk politiker. Hon var Finlands kultur- och bostadsminister mellan 2014 och 2015. Innan dess var hon kommunikations- och bostadsminister 2013–2014.
Viitanen har varit ledamot av Tammerfors stadsfullmäktige sedan 1997. Hon var första vice ordförande i Finlands socialdemokratiska parti 2005–2008 och tredje vice ordförande 2008–2012.
Viitanen invaldes i riksdagen i riksdagsvalet 1995. I riksdagsvalet 2011 omvaldes hon för en femte mandatperiod med 7 730 röster från Birkalands valkrets.

## Utmärkelser
- Kommendörstecknet av Finlands Lejons orden[6]

[Redigera Wikidata]